# Dobra (powiat Łobez)
Dobra (Duits: Daber) is een stad in het Poolse woiwodschap West-Pommeren, gelegen in de powiat Łobez. De oppervlakte bedraagt 2,32 km², het inwonertal 2046 (2005).